# واسیلیکی ثانو-کریستوفیلو
واسیلیکی ثانو-کریستوفیلو (Βασιλική Θάνου-Χριστοφίλου؛ زادهٔ ۱۹۵۰) یک سیاست‌مدار اهل یونان است.